# Reunion Tower
Der Reunion Tower ist ein 171 Meter hoher Aussichts- und Restaurantturm. Der in der Downtown von Dallas gelegene Turm im Reunion District gehört zu den bekanntesten Wahrzeichen der Stadt. Das Bauwerk ist Teil des Hyatt Regency Hotelkomplexes und zählt zu den höchsten Gebäuden in Texas. Entworfen wurde der Turm ebenso wie der Hotelbau von Louis Naidorf vom Architekturbüro Welton Becket and Associates aus Los Angeles.

## Geschichte
Der Reunion Tower wurde in den Jahren 1976 bis 1978 als Teil einer generellen Umgestaltung der Stadt errichtet. Ursprünglich beherbergte das am 15. April 1978 eröffnete Bauwerk auch den Radiosender KOAX-FM (heute: KRLD-FM 105.3 FM). Als Sendeturm wurde es jedoch nicht verwendet. Zeitgleich hat der Hotelkomplex auch die anliegende Dallas Union Station als Konferenzgebäude umgestaltet.
Wegen umfangreichen Renovierungsmaßnahmen war der Turm vom 16. November 2007 bis zum 9. Februar 2009 für den Publikumsverkehr geschlossen. Die Arbeiten kosteten 23 Millionen US-Dollar. Nach der Renovierung eröffnete der österreichische Koch Wolfgang Puck am 11. Februar 2009 ein Gourmet-Restaurant. Vom 1. Oktober 2012 bis 5. Oktober 2013 war das Aussichtsdeck für das öffentliche Publikum erneut wegen Instandhaltungsarbeiten geschlossen. Seit 2013 wurde auf dem Messegelände der Stadt der Aussichtsturm Top o’ Texas Tower eröffnet.

## Beschreibung

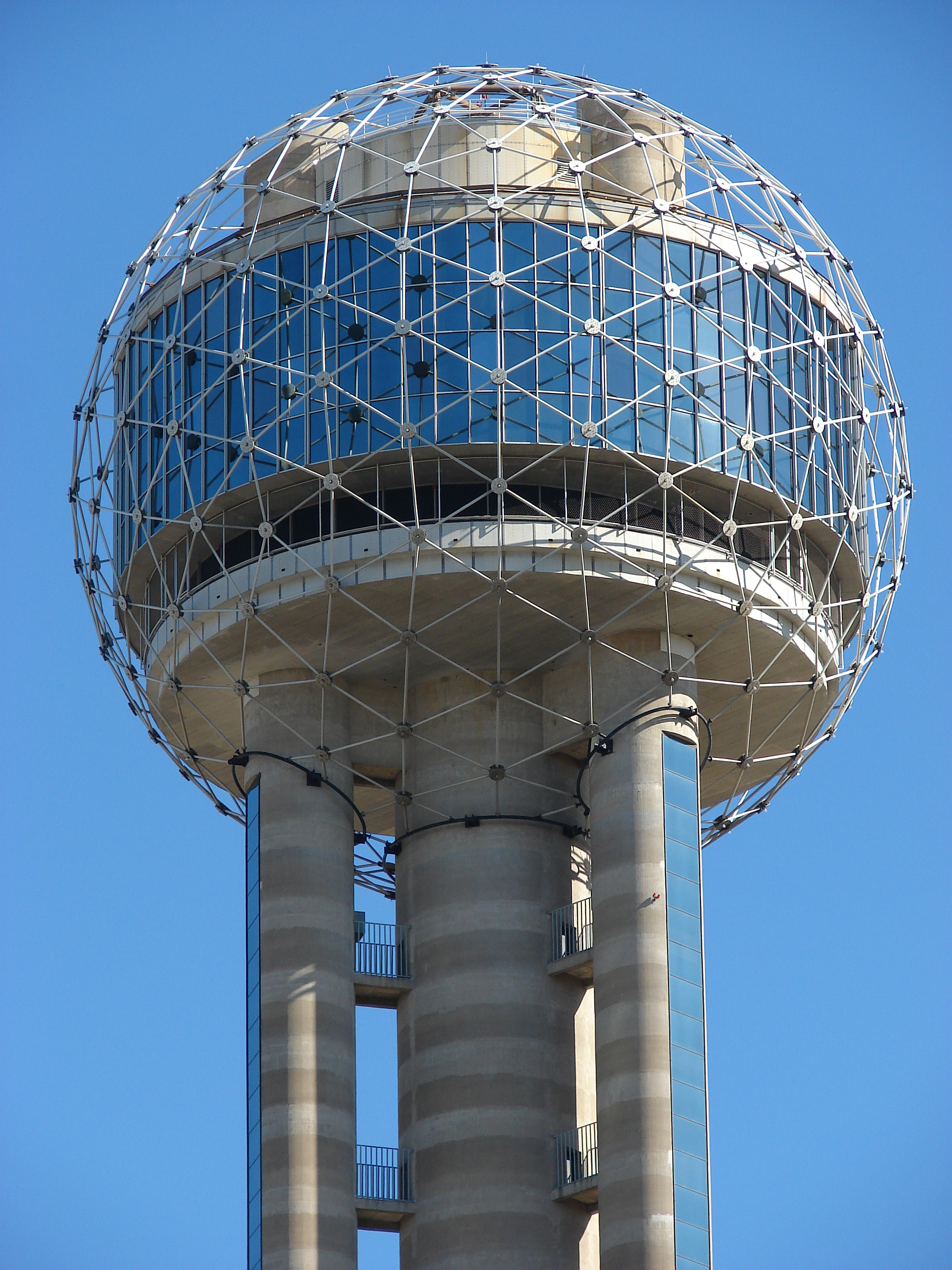
Die geodätische Kuppel als Turmkorb

Der Schaft des Reunion Tower besteht aus drei parallel verlaufenden Säulen, die über einen zentral verlaufenden zylindrischen Betonschaft miteinander im rechten Winkel verbunden sind. Der mittlere Zylinder beherbergt neben dem Treppenhaus mit 837 Stufen auch Räume mit technischer Ausrüstung. In den äußeren Säulen sind die Aufzüge untergebracht. Auf der Spitze des Schaftes ist ein dreigeschossiger kugelähnlicher Turmkorb aufgesetzt, der als geodätische Kuppel mit einem Durchmesser von 36 Metern ausgeführt ist. Die Netzstruktur besteht aus Aluminiumstangen, die sich an 260 Stellen kreuzen. Sie tragen auch eine Beleuchtungseinheit, die den Turmkorb nachts in Licht erstrahlen lässt. Die digital gesteuerte LED-Beleuchtungseinheit lässt verschiedenfarbiges Licht zu, das anlassbezogen unterschiedlich verwendet wird.
Der Turmkorb enthält im ersten Stockwerk das Aussichtsgeschoss, im zweiten ein Drehrestaurant und im dritten einen Club. Das Drehrestaurant vollführt in 55 Minuten eine vollständige Drehung und bietet bis zu 100 Sitzplätze. Wahlweise kann die Ebene in vier eigenständige Räume unterteilt werden und für private Anlässe angemietet werden.

## Rezeption
Das moderne Wahrzeichen von Dallas wurde in zahlreichen Filmen und Serien gezeigt und gilt einerseits als Erkennungsmerkmal der Stadt andererseits auch als futuristisches Symbol. So wurde die Landmarke im Science Fiction Film The Lathe of Heaven von 1980 gezeigt, in dem eine Zukunftsgesellschaft dargestellt wurde. Darüber hinaus war der Turm in Szenen der Filme RoboCop aus dem Jahr 1987 und The Tree of Life von 2011 zu sehen. In der Fernsehserie Asteroid mit Annabella Sciorra von 1997 wird der Reunion Tower durch Meteoriteneinschläge zerstört. Auch in der Fernsehserie Dallas wie auch in ihrer gleichnamigen Fortsetzung (→ Dallas, Fernsehserie von 2012) erscheint der Turm als Wahrzeichen im Titeleinspann.